# Barrô e Aguada de Baixo
Barrô e Aguada de Baixo (oficialmente: União das Freguesias de Barrô e Aguada de Baixo) é uma freguesia portuguesa do município de Águeda, com 10,19 km² de área e 3088 habitantes (censo de 2021). A sua densidade populacional é 303 hab./km².

## História
Foi constituída em 2013, no âmbito de uma reforma administrativa nacional, pela agregação das antigas freguesias de Barrô e  Aguada de Baixo com sede em Barrô.

## Localização
Esta freguesia situa-se no extremo sul do concelho, fazendo fronteira com os concelhos de Anadia e Oliveira do Bairro. Tem por vizinhos as freguesias de Recardães e Espinhel a norte, Aguada de Cima a leste. É banhada pelo rio Cértima.

## Património
PONTO PEDRINHA (Aguada de Baixo)
Feita no Outono de 1856 a Ponte Pedrinha, construida com a pedra da pedreira junta à mesma, a oeste é o melhor exemplo dessa pedra, exploração iniciada nos meados do séc. XVI e de que foi também para a igreja de Recardães, tribunal e câmara de Barrô, muitos prédios e muros locais, etc.
A ponte que liga Aguada a Oliveira do Bairro, na Murta, A preceder a actual, de 1945, foi feita em 1840, no local da antiga barca de passagem, era para ser feita no Gocha, freguesia de Espinhel, pouco abaixo da actual da Piedade para Perrães, local de outra muita antiga barca de passagem para Fermentelos. Para ela concorreram os lavradores de Ois, Espinhel, Paradela, Barrô Aguada de Baixo, Aguada de Cima e da Gocha, com 450 dias de gado. As actas da câmara referem-se largamente ao caso a 28 de novembro e 1 e 22 de Agosto, daquele ano, mas em 1843, embora ainda falem na arremate da barca de passagem, o mesmo já se não fez, talvez por que já funcionasse a nova ponte. Do rio (nome Celta) que corre perpendicular ao Vouga e Mondego e do seu nome Pré-latino.
[transporto do livro: Município de Águeda, volume I, de F.D.LADEIRA]

## Tradições e Festas locais
São Cristóvão: Festa que é comemorada habitualmente no final do mês de Julho na zona do Passadouro. A comemoração em Honra do São Cristóvão foi realizada junta ao  junto ao café do José Lopes (Fonte de: Sr.Jorge Almeida de Aguada de Baixo em 26-07-2017), os fundadores foram Bernardino Lourenço, Idálio Torres, Barrigana e José Lopes. No 2º ano foi nomeado o Sr. Mário Torres para Juiz da festa e os valores angariados neste ano ficaram para a futura construção da capela. Os responsáveis por ir comprar o Santo foram o Sr. Idálio Torres, Sr. Mário Torres e Elói que se dirigiram à Rua de Almada no Porto. Foi pedido o terreno ao Sr. Álvaro do Vidreiro e ele ofereceu. O resto do terreno foi adquirido a uma Sra. de nome desconhecido que vivia em Avelãs de Caminho.  (Fonte de: Sr.Idálio Torres de Aguada de Baixo em 26-07-2017)

## Demografia
A população registada nos censos foi:
| Distribuição da População por Grupos Etários | Distribuição da População por Grupos Etários | Distribuição da População por Grupos Etários | Distribuição da População por Grupos Etários | Distribuição da População por Grupos Etários | Distribuição da População por Grupos Etários |
| -------------------------------------------- | -------------------------------------------- | -------------------------------------------- | -------------------------------------------- | -------------------------------------------- | -------------------------------------------- |
| Antes da agregação                           |                                              |                                              |                                              |                                              |                                              |
| Ano                                          | 0-14 anos                                    | 15-24 anos                                   | 25-64 anos                                   | >= 65 anos                                   | Total                                        |
| 2001                                         | 647                                          | 559                                          | 2023                                         | 510                                          | 3739                                         |
| 2011                                         | 383                                          | 365                                          | 1769                                         | 692                                          | 3209                                         |
| Após a agregação                             |                                              |                                              |                                              |                                              |                                              |
| Ano                                          | 0-14 anos                                    | 15-24 anos                                   | 25-64 anos                                   | >= 65 anos                                   | Total                                        |
| 2021                                         | 316                                          | 272                                          | 1597                                         | 903                                          | 3088                                         |